# Afro Samurai
Afro Samurai (アフロサムライ, Afuro Samurai) est un manga créé par Takashi Okazaki, qui a été adapté en série d'animation de cinq épisodes par le studio d'animation japonais Gonzo et réalisé par Kizaki Fumitomo. Cet anime a été diffusé pour la première fois au Japon en 2007. Par la suite le film d'animation Afro Samurai: Resurrection (アフロサムライ：RESURRECTION), a été diffusé en janvier 2009.
L'acteur américain Samuel L. Jackson interprète le rôle titre et Ninja Ninja, l'acolyte du héros, tandis que dans le film l'actrice Lucy Liu prête sa voix au personnage principal féminin. La bande son a été réalisée par RZA, un membre du groupe de rap américain Wu Tang Clan.
La saison 1 a été diffusée à partir du jeudi 9 septembre 2010 en France sur la chaîne Paris Première.

## Synopsis
Dans un Japon médiéval alternatif, le jeune Afro assiste au meurtre de son père par un assassin mystérieux portant un bandeau de numéro 2.
Ces bandeaux, sorte de récompense ultime pour les combattants, auraient été créés par les dieux eux-mêmes. Le détenteur du bandeau numéro 1, au sommet de la hiérarchie ne pouvant être défié que par le porteur du bandeau numéro 2.
Afro part alors à la recherche de l'assassin de son père pour comprendre les raisons de ce crime et se venger.

## Jeux vidéo
Sorti le 27 janvier 2009 aux États-Unis et le 27 mars 2009 en Europe ; le jeu Afro Samurai est disponible sur PlayStation 3 et Xbox 360.
On retrouvera de nombreux personnages (même des inédits) parmi lesquels Kuma, Ninja Ninja, les Sept Sans Âmes, Justice, le maître du dojo etc. RZA a supervisé la musique du jeu afin de reprendre l'ambiance de l'anime. Il est possible de débloquer de nouveaux combos en passant au niveau supérieur. Au total 61 compétences sont disponibles. Le joueur incarne Afro dans sa quête de vengeance, il devra tuer tous les ennemis se dressant entre lui et le numéro 1. Ninja Ninja propose un "poker corporel" qui consiste à découper des têtes, des bras et des jambes pour former des quintes et des quintes flush faisant gagner des points d'expérience au joueur.
Il a fait l'objet d'une suite, Afro Samurai 2 sortie en 2015.

## Adaptations

### Série d'animation

#### Épisodes
1. Revenge
2. The Dream Reader
3. The Clan of the Empty Seven
4. Duel
5. Justice

#### Fiche technique

##### Le Staff
- Titre : Afro Samurai
- Créé par : Takashi Okazaki
- Réalisateur : Fuminori Kizaki
- Scénario : Tomihiro Yamashita, Yasuyuki Mutou
- Scénario (version anglaise) : Derek Draper, Chris Yoo
- Character design/direction de l'animation : Hiroya Iijima
- Décors : Makoto Kobayashi, Shigemi Ikeda, Shuichi Okubo
- Animation : GONZO
- Direction artistique : Shigemi Ikeda
- Couleurs : Takae Iijima
- Effets spéciaux : Shigenobu Kaihoko
- Montage : Kiyoshi Hirose
- Musique : The RZA
- Producteurs : Koji Kajita, Taito Okiura
- Coproducteur : Eric Calderon
- Produit par : GONZO, Samurai Project

##### Personnages
- Afro Samurai : Samuel L. Jackson (VF : Thierry Desroses)[3]
- Ninja Ninja : Samuel L. Jackson (VF : Thierry Desroses)[3]
- Justice : Ron Perlman (VF : Luc Florian)[3]
- Jinno/Kuma : Yuri Lowenthal (VF : Donald Reignoux)[3]
- Okiku : Kelly Hu (VF : Yumi Fujimori)[3]
- Premier Frère : Phil LaMarr (VF : Patrick Messe)[3]
- Deuxième Frère : John DiMaggio[3]
- Troisième Frère : Phil LaMarr[3]
- Quatrième Frère : Terrence C. Carson (en)[3]
- Sixième Frère : Greg Eagles (VF : Bruno Choël)[3]
- Otsuru : Tara Strong (VF : Isabelle Giami)[3]
- Le Maître d'armes : Terrence C. Carson (VF : Michel Vigné)[3]
- Afro Samurai jeune : Crystal Scales (VF : Taric Mehani)[3]

- Et les voix de : Hélène Bizot, Michel Fortin, Luq Hamet, Patrice Keller, Sylvain Lemarié, Thierry Ragueneau, Dimitri Rougeul et Lionel Tua[3].
Version française[4]
  - Adaptation française : Stéphane Allégret
  - Direction de doublage : Luq Hamet

Source : Sur DVDanime.net